# Aziz Shavershian
Aziz Sergeyevich Shavershian, em russo:  Азиз Сергеевич Шавершян (Moscou, 24 de março de 1989 - Bangkok, 5 de agosto de 2011), mais conhecido pelo seu nome de internet Zyzz, foi um  personal trainer, celebridade instantânea, modelo australiano, nascido em Moscou.
Zyzz acabou se tornando famoso, pois conquistou diversos seguidores pela internet após começar a postar vários vídeos na rede social YouTube, a partir de 2007 motivando jovens que no passado eram como ele, sendo magros, gordos, depressivos  e ou não aceitos pela sociedade a mudarem seu estilo de vida se tornando pessoas mais felizes. A história de Zyzz era retratada como um jovem que sofria de uma magreza extrema, e que dedicou-se à academia para alcançar um corpo escultural. Em meados de 2011, Zyzz chamou a atenção da mídia após o jornal The Sydney Morning Herald publicar que seu irmão mais velho Said Shavershian tinha sido preso pela venda ilegal de anabolizantes.
Enquanto passava as férias em Bangkok, na Tailândia, Zyzz foi vítima de um ataque cardíaco dentro de uma sauna e acabou falecendo aos 22 anos.

## Biografia
Aziz nasceu em Moscou, na Rússia, seus avôs eram curdos, nasceram em Mossul no norte do Iraque e durante os anos 50 fugiram para a Armênia devido às perseguições religiosas (eram yazidi) , onde mudaram seu sobrenome para "Shavershian" e "Iboian" para serem aceitos na União Soviética , pois os curdos possuíam sobrenomes árabes, que na época não eram aceitos na União Soviética. Foi o filho caçula de Maiane Iboian, formada em cardiologia, e de Sergey Shavershian. Ele tinha um irmão mais velho, Said Shavershian, que também é conhecido pela alcunha de "Chestbrah" no mundo virtual.
Em 1993, Zyzz e sua família começaram a morar na Austrália. Ele foi criado em Eastwood, Nova Gales do Sul, e estudou no Colégio Marista de Eastwood - uma escola católica secundária - onde obteve bolsa da faculdade. Antes de sua morte repentina em agosto de 2011, Zyzz tinha planos de se formar na Universidade de Western Sydney, com um diploma em "Administração e Comércio".

## Fisiculturismo
Antes de se tornar um fisiculturista, Shavershian poderia ser descrito como um "garoto magricelo", tinha  um somatótipo ectomorfo. Quando ele completou o ensino secundário, Zyzz foi inspirado por seu irmão a virar fisiculturista, vendeu sua conta do WoW e juntou-se à academia local para começar a treinar musculação. Ele começou a aprender sobre nutrição e treinamento adequados e começou a aplicar tais conhecimentos em sua busca do corpo estético. Ele passava cerca de três a quatro horas diárias na academia, praticando o overtraining, isto é, o treinamento acima do recomendado. Seus fisiculturistas profissionais favoritos incluíam o ator e político Arnold Schwarzenegger, Ulisses Jr e Frank Zane.
Em uma entrevista ao site de fisiculturismo Simplyshredded.com, Shavershian recorda que, inicialmente, ele queria ser um fisiculturista para "impressionar as garotas". Ele diz que olhava para imagens de fisiculturistas e dizia que um dia iria ser como eles. Com quase quatro anos de treino constante Shavershian declarou que:

Eu posso dizer com segurança que a minha motivação para treinar vai muito além do que as pessoas simplesmente imaginam, é derivado da sensação de ter metas e alcançá-las e de me superar na academia. Eu absolutamente amo isso, a sensação de levantar a última repetição, sentir a pele rasgando, é algo que eu não me vejo sem. — Zyzz
Antes de sua morte, Shavershian foi o garoto propaganda de uma subcultura de fisiculturismo amador na Austrália conhecida pela "estética", a qual ele tornou popular. Zyzz também estabeleceu sua própria marca de proteínas, chamada "Protein of the Gods" ("Proteína dos Deuses"), lançada em junho de 2011, bem como uma linha de roupas. Em 17 de maio de 2011, ele lançou o livro "A Bíblia do Fisiculturismo de Zyzz" (Zyzz's Bodybuilding Bible), com base em uma compilação de conhecimento de fisiculturismo que ele adquiriu ao longo dos quatro anos de treinamento. Ele afirmou que a internet ajudou a construir a sua marca, e foi finalmente possível estabelecê-la através do uso de mídia social.

## Morte e legado
Em 5 de Agosto de 2011, Aziz Shavershian sofreu um ataque cardíaco em uma sauna, enquanto estava de férias em Bangkok, na Tailândia. Ele foi levado a um hospital, onde os médicos tentaram reanimá-lo sem sucesso algum. Sua família e seus amigos postaram a notícia de sua morte na rede social Facebook e ela foi confirmada no dia 9 de agosto, pelo Departamento de Negócios Estrangeiros e Comércio (DFAT).
Uma autópsia revelou um defeito cardíaco congênito não diagnosticado previamente, que provavelmente era genético. A família afirmou que ele havia mostrado vários sintomas menores nos meses que antecederam a agosto, incluindo hipertensão e falta ocasional de respiração, já que ele tinha um histórico familiar de problemas cardíacos.
Segundo o The Sydney Morning Herald, a morte de Shavershian foi o sexto tema mais procurado relacionado a mortes na Austrália. Antes de sua morte, Shavershian tinha postado um vídeo de si mesmo no YouTube, que viria a sair no programa Nine News como o 18° "Melhores Vídeos do Ano" em 2011. As estatísticas do Google mostraram que ele estava entre os nomes mais procurados nas pesquisas, em numeração igual a da primeira-ministra da Austrália, Julia Gillard.
No Ano Novo de 2012 em Sydney, uma multidão de pessoas estava vestida como clones de Shavershian, como forma de homenagem. Said criou um vídeo de tributo de 19 minutos para o seu irmão Aziz, intitulado "Zyzz - O legado" que esteve entre os mais vistos no YouTube desde a data em que foi postado, em 29 março de 2012.
A página de Shavershian no Facebook teve uma quantia de 60.000 seguidores antes de sua morte. Em abril de 2012, The Daily Telegraph informou que a mesma página, alcançara a marca de 300.000 fãs, pouco tempo antes de se tornar inativa. Aziz deixou um legado que é seguido por milhares de pessoas ao redor do mundo, as palavras ditas em seus videos e seu estilo de vida inspiram uma geração denominada de "Sick Cunt" ou "Geração Zyzz".

## Filmografia
| Ano  | Série                       | Papel | Notas             |
| ---- | --------------------------- | ----- | ----------------- |
| 2010 | Underbelly: The Golden Mile | –     | Extra             |
| 2011 | The National Road Trip      | Zyzz  | Vários episódios. |